# Ahvaytum
Ahvaytum ist eine Gattung wahrscheinlich basaler sauropodomorpher Dinosaurier aus der späten Trias-Popo-Agie-Formation in Wyoming, USA. Die Gattung enthält eine einzige Art, Ahvaytum bahndooiveche, die durch fragmentarische Hinterbeinknochen bekannt ist. Die Fossilien sind etwa 230 Millionen Jahre alt. Sie wurden 2013 gefunden, die Erstbeschreibung erfolgte 2025 durch Paläontologen um David Lovelace von der University of Wisconsin–Madison. Ahvaytum ist der älteste bekannte Dinosaurier der alten laurasischen Landmasse und damit der nördlichen Hemisphäre. Der Fund von Ahvaytum gilt als bedeutend, da er zeigt, dass Dinosaurier deutlich früher als gedacht in der nördlichen Hemisphäre lebten und somit die Hypothese einer verzögerten Ausbreitung aus Gondwana revidiert werden könnte.
Der Name der Art, Ahvaytum bahndooiveche, wurde gemeinsam mit der örtlichen indigenen Bevölkerung ausgewählt und stammt aus einer Schoschonensprache. Ahvaytum bedeutet vor langer Zeit und bahndooiveche bedeutet Dinosaurier.